# HMS Diomede (D92)
Pour les autres navires du même nom, voir HMS Diomede.
Le HMS Diomede est un croiseur léger de classe Danae construit pour la Royal Navy à la fin des années 1910. 

## Historique
Construit tardivement pour prendre part à la Première Guerre mondiale, le navire a été achevé au chantier naval de Portsmouth. Durant l'entre-deux-guerres, il sert depuis la China Station dans les eaux du Pacifique et des Indes orientales, avant de rejoindre la réserve en 1936. 
Initialement rattaché à la Home Fleet au début de la Seconde Guerre mondiale, le Diomede opère brièvement en Méditerranée en 1940, rejoignant la North America and West Indies Station dans le courant de l'année. Il est chargé d'intercepter et de capturer les forceurs de blocus allemands dans l'Atlantique Nord. Entre le 22 juillet 1942 et le 24 septembre 1943, il est converti en navire-école à l'arsenal de Rosyth. En 1945, il est placé en réserve et mis au rebut un an plus tard. 